# نخستین کلیسای شیطان
نخستین کلیسای شیطان (به انگلیسی: First Satanic Church) در ۳۱ اکتبر ۱۹۹۹ میلادی به دست کارلا لاوی، دختر انتان لاوی تأسیس شد.
هدف از تأسیس این کلیسا ادامه دادن میراث انتان لاوی از طریق مطالعه شیطان‌پرستی و علوم غیبی است. نخستین کلیسای شیطان ۶۰۰ کلوپ و یک تالار گفتگو را مدیریت می‌کند که به مباحث شیطان‌پرستی می‌پردازند.

## تاریخچه
انتان لاوی در ۳۰ آوریل ۱۹۶۶ در شب والپورگس، «کلیسای شیطانی» را — که در آینده به کلیسای شیطان تغییر نام داد — در شهر سان فرانسیسکو بنیان نهاد. او سرانجام در ۲۹ اکتبر ۱۹۹۷ به علت ادم ریه درگذشت و کارلا لاوی در تاریخ ۷ نوامبر (۱۰ روز پس از مرگ پدرش) در یک کنفرانس خبری اعلام کرد که پدرش درگذشته است. کارلا و بلانچ بارتون در همان کنفرانس رسماً اعلام کردند که تصمیم دارند در کنار یکدیگر کلیسای شیطان را اداره کنند. اما چند روز بعد بارتون مدعی شد که انتان لاوی وصیت کرده بوده تمام دارایی‌هایش مخصوصاً مالکیت کلیسای شیطان پس از مرگش به او ارث برسد. کارلا از این بابت شکایت کرد و دادگاه اعلام کرد که آن وصیت فاقد اعتبار است. سپس توافقی حاصل شد که فرزندان انتان لاوی وارث اموال و دارایی‌های معنوی او باشند و بارتون امتیاز مدیریت کلیسای شیطان را دریافت کند. اما در حالی که کارلا هنوز موبده کلیسا شناخته می‌شد، بلانچ شخصاً تصمیم گرفت مدیریت آن را به پیتر اچ. گیلمور و همسرش پگی نادرامیا واگذار کرده و متعاقباً کلیسای شیطان را با مدیریت جدیدش به نیویورک (محل زندگی گیلمور و همسرش) منتقل کند. کارلا شدیداً مخالف این جابه‌جایی بود و آن را خلاف راه پدرش می‌دانست. زیرا پدرش آن را در سان فرانسیسکو پایه‌گذاری کرده بود. بنابراین کارلا تصمیم گرفت کلیسایی به نام نخستین کلیسای شیطان را در سان فرانسیسکو بازگشایی کند. اختلافات کارلا و بلانچ از یک مسئله حقوقی (وصیت) شروع شد اما انتقال کلیسای شیطان به نیویورک سبب شد که کارلا به کلی راهش را از کلیسای شیطان جدا کند. 
وب‌سایت کلیسای شیطان در این خصوص می‌گوید: «خانم لاوی ادعا می‌کند که کلیسایی از آن خود دارد اما هیچ محتوایی ارائه نکرده است و ما با کسی که ادعا کند عضو کلیسای اوست مواجه نشده‌ایم. ما در خصوص شیطان‌پرستی، وی [کارلا] را سخنگوی ارزنده‌ای نمی‌دانیم.»

## اهداف و عملکرد
وب‌سایت نخستین کلیسای شیطان می‌گوید که کلیسای شیطان در ۱۹۶۶ پایه‌گذاری شد و در ۱۹۹۹ مجدداً راه‌اندازی شد که همان مسیر را ادامه دهد. کارلا مدعی است که آن بخش از آموزه‌های اصلی پدرش را ارائه می‌کند که مدیریت فعلی کلیسای شیطان از آن دور افتاده و به بیراهه رفته است. برای عضویت در کلیسای کارلا ابتدا بایستی کتاب انجیل شیطانی خوانده شود.
در آوریل ۲۰۰۵ میلادی این کلیسا آیین‌های ویژهٔ خود را در باشگاه‌های شبانه برگزار نمود و در اکتبر همان سال هم برنامهٔ خیریهٔ پیش از هالووینی به سود آسیب‌دیدگان از توفندهای ریتا و کاترینا برپا داشت.
کارلا لاوی یک برنامهٔ رادیویی شیطانی هفتگی در سان فرانسیسکو دارد.